# Nygmatonchus scriptus
Nygmatonchus scriptus is een rondwormensoort uit de familie van de Chromadoridae. De wetenschappelijke naam van de soort is voor het eerst geldig gepubliceerd in 1933 door Cobb.